# Johnny Cecotto
Alberto »Johnny« Cecotto, venezuelski dirkač Formule 1 in motociklističnega prvenstva, * 25. januar 1956, Caracas, Venezuela.

## Življenjepis
Johnny Cecotto je med sezonama 1975 in 1980 dirkal v motociklističnem prvenstvu, v tem času je nastopil na oseminštiridesetih dirkah za Veliko nagrado, na katerih je dosegel štirinajst zmag, šestindvajset uvrstitev na stopničke, dvaindvajset najboljših štartnih položajev in sedem najhitrejših krogov. V 1975 je postal svetovni prvak v razredu do 350 cm³. V Formuli 1 je nastopal v sezonah 1983 in 1984, najboljši rezultat kariere in edino uvrstitev med dobitnike točk pa je dosegel s šestim mestom na dirki za Veliki nagrado zahodnih ZDA 1983.

## Popolni rezultati Formule 1
(legenda)
| Leto | Moštvo   | 1       | 2       | 3       | 4       | 5        | 6       | 7        | 8        | 9       | 10     | 11      | 12      | 13     | 14  | 15  | 16  | Moštvo   | Prv | Toč |
| ---- | -------- | ------- | ------- | ------- | ------- | -------- | ------- | -------- | -------- | ------- | ------ | ------- | ------- | ------ | --- | --- | --- | -------- | --- | --- |
| 1983 | Theodore | BRA 14  | ZZDA 6  | FRA 11  | SMR Ret | MON DNPQ | BEL 10  | VZDA Ret | KAN Ret  | VB DNQ  | NEM 11 | AVT DNQ | NIZ DNQ | ITA 12 | EU  | JAR |     | Theodore | 19. | 1   |
| 1984 | Toleman  | BRA Ret | JAR Ret | BEL Ret | SMR NC  | FRA Ret  | MON Ret | KAN 9    | VZDA Ret | ZDA Ret | VB DNQ | NEM     | AVT     | NIZ    | ITA | EU  | POR | Toleman  | -   | 0   |